# Акшиганак
Акшигана́к (каз. Ақшығанақ) — село у складі Джангельдинського району Костанайської області Казахстану. Адміністративний центр Акшиганацького сільського округу.
Населення — 814 осіб (2021; 1299 у 2009, 1219 у 1999, 1216 у 1989).